# 田中健吉
田中 健吉（たなか けんきち、1909年（明治42年）12月22日 - 1955年（昭和30年）1月13日）は、日本の社会運動家、政治家。衆議院議員。

## 経歴
秋田県北秋田郡上川沿村（現大館市）で生まれる。
早くから労農運動に加わり、1930年、阿気村争議で検挙され懲役8ヵ月となるなど、何度も服役した。横手町会議員、秋田県会議員、同参事会員を務めた。
戦後、日本社会党に入党し、同党秋田県支部連合会長、同党中央委員、秋田県地方労働委員、同県農地改革推進協議会長、日本農民組合秋田県連合会長、同組合中央委員などを務めた。
1946年4月、第22回衆議院議員総選挙に秋田県選挙区から出馬して当選。第23回総選挙で秋田県第二区から出馬して再選され、衆議院議員を連続二期務めた。この間、社会革新党の結党に参加した。